# Susuacanga rotundipenne
Susuacanga rotundipenne é uma espécie de coleóptero da tribo Eburiini (Cerambycinae), com distribuição apenas no México.

## Sistemática
- Ordem Coleoptera
  - Subordem Polyphaga
    - Infraordem Cucujiformia
      - Superfamília Chrysomeloidea
        - Família Cerambycidae
          - Subfamília Cerambycinae
            - Tribo Eburiini
              - Gênero Susuacanga
                - S. rotundipenne (Mates, 1884)